# Mauna Loa
Mauna Loa (v jazyce původních obyvatel dlouhá hora) je aktivní štítová sopka, ležící na ostrově Havaj, který je součástí Havajských ostrovů v Tichém oceánu. Její výška od mořského dna až k vrcholu činí cca 10 km a její základna má průměr 120 km. Společně s dalšími patnácti sopkami ve světě je zapsána do seznamu Decade Volcanoes. Historicky je považována za největší sopku na Zemi. Její aktivita způsobuje zemětřesení a následné vytvoření obřích vln. Erupce v roce 1926 a 1950 pohltila zdejší vesnice a město Hilo. Naposledy činná byla v roce 2022 od 27. listopadu do 13. prosince.

## Mauna Loa v kultuře
- Mauna Loa je zmíněna ve vědeckofantastickém románu Roberta A. Heinleina Měsíc je drsná milenka.[5]

## Galerie

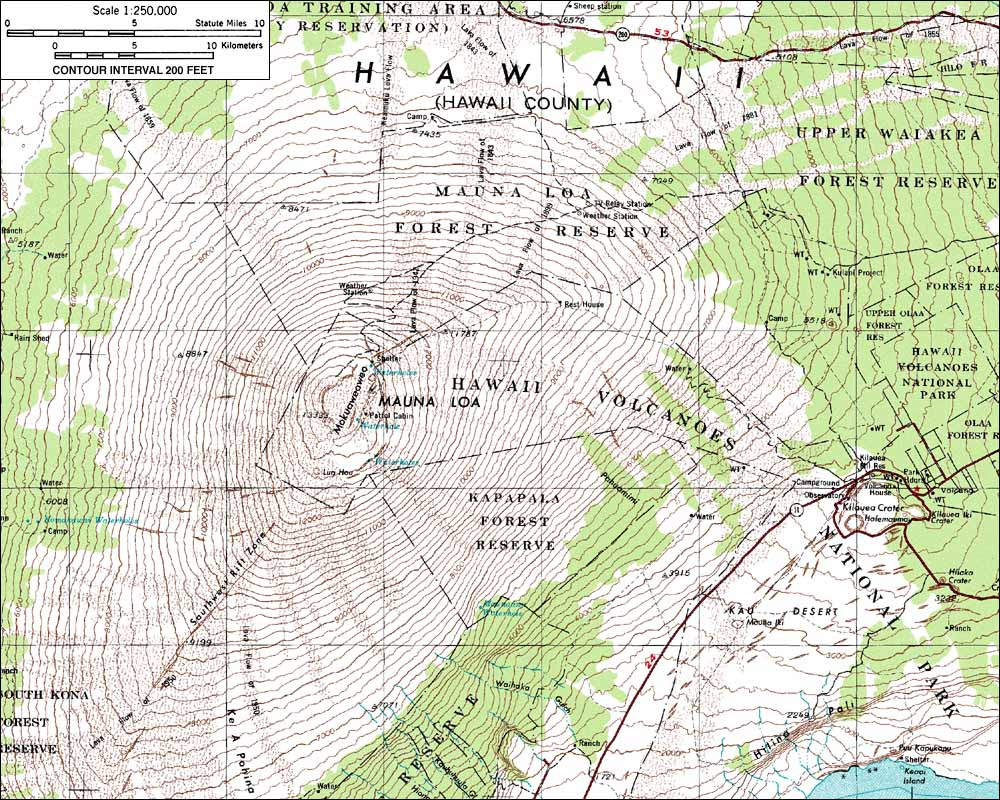
Mapa
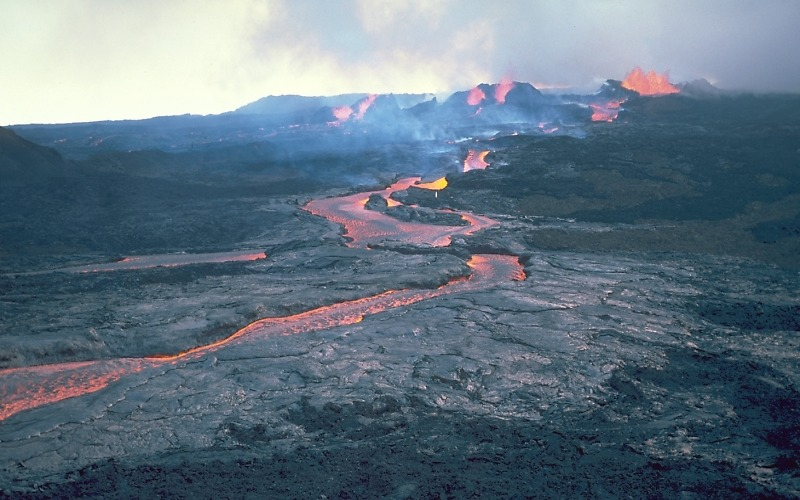
Lávový proud (1984)
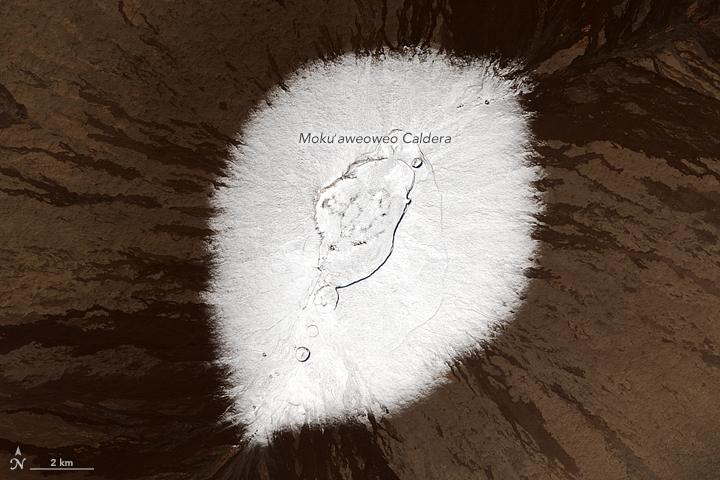
Zasněžený vrchol 2016